# Ennemis non identifiés
Pour plus de détails, voir Fiche technique et Distribution.
Ennemis non identifiés ou The Shadow Men est un film de science-fiction américain produit en 1998 et réalisé par Timothy Bond.
Le scénario met en scène les Wilson, une famille victime d'un enlèvement par les extraterrestres. Cette même famille va chercher de l'aide extérieure et vite mettre à jour l'existence d'un complot extraterrestre.
Ce film fait clairement référence aux hommes en noir.